# Anže Kopitar
Anže Kopitar, slovenski hokejist, * 24. avgust 1987, Hrušica.
Kopitar je prvi slovenski hokejski igralec, ki je zaigral v severnoameriški profesionalni hokejski ligi NHL. Debitiral je 6. oktobra 2006 v dresu Los Angeles Kingsov v dvorani Honda Center proti klubu Anaheim Ducks, ko je dosegel dva gola. Na naboru ga je leta 2005 kot 11. izbor izbralo moštvo Los Angeles Kings. Pred njim je nekaj slovenskih igralcev igralo na prijateljskih in pripravljalnih tekmah lige NHL, kot drugi slovenski hokejist je v ligi NHL zaigral Jan Muršak leta 2010. V sezonah 2011/12 in 2013/14 je s Kingsi osvojil Stanleyjev pokal. Leta 2016 je postal kapetan moštva Kingsov. Maja 2021 je na tekmi zabeležil 1000. točko in se s tem kot 91. član uvrstil v »Klub tisočih točk.«
Njegov oče Matjaž Kopitar je bil prav tako hokejist, kasneje tudi trener in selektor slovenske reprezentance.

## Liga NHL
Okrog Kopitarja, ki je s klubom pred sezono 2007/08 sklenil sedemletno pogodbo, in še nekaterih mlajših igralcev klub Los Angeles Kings postopoma gradi močno moštvo, v sezoni 2009/10 so se prvič po sezoni 2001/2002 uvrstili v končnico. S strani športnih novinarjev je bil Kopitar dvakrat izbran za najboljšega igralca sezone Los Angeles Kingsov, nagrada Bill Libby Memorial Award, ki jo podeljujejo od leta 1967, v sezonah 2007/08 in 2009/10, trikrat zapored pa je dobil klubsko nagrado na najboljšega klubskega strelca sezone, med sezonama 2007/08 in 2009/10, kar je nazadnje uspelo Waynu Gretzkyju med sezonama 1988/89 in 1991/92.

### Sezona 2010/11
V sezoni 2010/11 je 15. marca 2011 odigral svojo 325-o zaporedno tekmo v NHL in postavil nov rekord Kingsov. Prejšnji rekord je držal Kanadčan Marcel Dionne. Kopitar si je enajst dni kasneje zlomil gleženjski zglob, tako da je končal igranje v tej sezoni.

### Sezona 2011/12: prvi osvojeni stanleyev pokal
V sezoni 2011/12 se je klub Los Angeles Kings 22. maja 2012 po zmagi 4:3 nad Coyotei iz Glendalea, predmestja Phoenixa, drugič uvrstil v finale končnice za Stanleyjev pokal proti Devilsom iz Newarka v New Jerseyju. Tekme končnice so v Kopitarjevem rojstnem kraju povzročile pravo navijaško evforijo. Kingsi so povedli s 3:0 v zmagah, serijo pa odločili z rezultatom 6:1 na šesti tekmi doma 11. junija 2012 s 4:2 v zmagah in prvič osvojili Stanleyjev pokal v petinštiridesetletni zgodovini kluba. Kopitar je bil skupaj s klubskim kapetanom Dustinom Brownom najboljši strelec končnice z osmimi goli in dvanajstimi podajami na dvajsetih tekmah ter kot prvi slovenski hokejist osvojil Stanleyjev pokal.

### Sezona 2012/13
Zaradi odpovedi začetka sezone 2012/13 v ligi NHL, je Kopitar vsaj za začetek sezone oziroma do morebitnega začetka sezone v ligi NHL prestopil v klub Mora IK švedske 2. lige, ker si je zaželel igrati z bratom Gašperjem. Skupno je za Moro odigral trideset prvenstvenih tekem ter dosegel deset golov in štiriindvajset podaj, do 6. januarja 2013, ko je bil sklenjen dogovor med sindikatom hokejistov in vodstvom lige NHL. S Kingsi se je uvrstil v konferenčni finale končnice za Stanleyjev pokal, kjer so jih s 4:1 izločili Chicago Blackhawksi.

### Sezona 2013/14: drugi osvojeni stanleyev pokal
V prvem krogu končnice proti San Jose Sharksom so kot četrti klub v zgodovini lige NHL preobrnili zaostanek z 0:3 v zmagah v zmago v seriji s 4:3. Tudi v naslednjih dveh krogih končnice so Kingsi odigrali po sedem tekem in s 4:3 premagali še Anaheim Ducks in Chicago Blackhawks ter se tretjič uvrstili v finale končnice za Stanleyjev pokal. Tam so premagali New York Rangerse s 4:1 v zmagah. Kopitar je bil najboljši po točkah v končnici s petimi goli in enaindvajsetimi podajami na šestindvajsetih tekmah. 
21. februarja 2018 je zaigral na svoji 900. NHL tekmi in na njej dosegel svojo 800. točko.

## Reprezentančna kariera
Za slovensko reprezentanco je nastopil na petih svetovnih prvenstvih, od tega štirih v elitni diviziji. Sodeloval je pri prvem nastopu slovenske reprezentance na olimpijskem hokejskem turnirju 2014 v Sočiju. Sam je odigral vseh pet tekem ter dosegel dva gola in eno podajo. 
Sodeloval je tudi na kvalifikacijah za nastop na ZOI 2018. Tam je ponovno bil med najboljšimi na ledu, med drugim je že na prvi tekmi proti  Poljski zabil tri gole, in bil med zaslužnejšimi da se je Slovenija še drugič uvrstila na največje zimske igre.  

### Kapetan moštva Evropa
Septembra 2016 se je udeležil turnirja za Svetovni pokal v kanadskem Torontu v postavi selekcije Evrope kot njihov kapetan. Z moštvom se je uvrstil v samo finale tekmovanja po dobrih igrah v predtekmovanju in polfinalni zmagi po podaljšku proti Švedski v katerem je prispeval dve podaji. Njegovo moštvo je v finalu proti Kanadi klonilo v dveh tekmah in na koncu osvojilo drugo mesto. Anže je bil med tistimi, ki so prebili največ časa na ledu.

## Pregled kariere
Odebeljeno - reprezentančni nastopi, glej tudi Statistika pri hokeju na ledu.
| Moštvo            | Liga                      | Sezona |    | Redni del | Redni del | Redni del | Redni del | Redni del | Redni del |   | Končnica | Končnica | Končnica | Končnica | Končnica | Končnica |
| ----------------- | ------------------------- | ------ | -- | --------- | --------- | --------- | --------- | --------- | --------- | - | -------- | -------- | -------- | -------- | -------- | -------- |
| Moštvo            | Liga                      | Sezona | OT | G         | P         | T         | +/-       | KM        | OT        | G | P        | T        | +/-      | KM       |          |          |
| HK Jesenice Mladi | Slovenska ml. liga        | 02/03  |    | 16        | 12        | 10        | 22        |           | 4         |   | 4        | 3        | 2        | 5        |          | 4        |
| HK Kranjska Gora  | Slovenska liga            | 02/03  |    | 11        | 4         | 4         | 8         |           | 4         |   |          |          |          |          |          |          |
| Slovenija         | Svetovno prvenstvo U18 D1 | 03     |    | 5         | 2         | 1         | 3         | -5        | 0         |   |          |          |          |          |          |          |
| HK Jesenice Mladi | Slovenska ml. liga        | 03/04  |    | 20        | 30        | 24        | 54        |           | 16        |   | 5        | 2        | 4        | 6        |          | 0        |
| HK Kranjska Gora  | Slovenska liga            | 03/04  |    | 21        | 14        | 11        | 25        |           | 10        |   | 4        | 1        | 1        | 2        |          | 0        |
| Slovenija         | Svetovno prvenstvo U18 D1 | 04     |    | 5         | 6         | 2         | 8         | +3        | 0         |   |          |          |          |          |          |          |
| Slovenija         | Svetovno ml. prvenstvo D1 | 04     |    | 5         | 1         | 1         | 2         | +1        | 0         |   |          |          |          |          |          |          |
| Södertälje SK     | Švedska liga U18          | 04/05  |    | 1         | 1         | 2         | 3         | +2        | 0         |   | 1        | 0        | 0        | 0        | 0        | 2        |
| Södertälje SK     | Švedska liga U20          | 04/05  |    | 30        | 28        | 21        | 49        | +29       | 26        |   | 2        | 1        | 1        | 2        | 0        | 0        |
| Södertälje SK     | Švedska liga              | 04/05  |    | 5         | 0         | 0         | 0         | -1        | 0         |   | 10       | 0        | 0        | 0        | -1       | 0        |
| Slovenija         | Svetovno prvenstvo U18 D1 | 05     |    | 5         | 6         | 5         | 11        | -1        | 14        |   |          |          |          |          |          |          |
| Slovenija         | Svetovno ml. prvenstvo D1 | 05     |    | 5         | 10        | 3         | 13        | +8        | 6         |   |          |          |          |          |          |          |
| Slovenija         | Svetovno prvenstvo A      | 05     |    | 6         | 1         | 0         | 1         | -6        | 2         |   |          |          |          |          |          |          |
| Södertälje SK     | Švedska liga              | 05/06  |    | 47        | 8         | 12        | 20        | -12       | 28        |   | 10       | 7        | 4        | 11       | +7       | 6        |
| Slovenija         | Svetovno ml. prvenstvo D1 | 06     |    | 5         | 5         | 1         | 6         | +3        | 4         |   |          |          |          |          |          |          |
| Slovenija         | Svetovno prvenstvo A      | 06     |    | 6         | 3         | 6         | 9         | -2        | 2         |   |          |          |          |          |          |          |
| Los Angeles Kings | NHL                       | 06/07  |    | 72        | 20        | 41        | 61        | -12       | 24        |   |          |          |          |          |          |          |
| Slovenija         | Svetovno prvenstvo D1     | 07     |    | 5         | 1         | 13        | 14        | +9        | 2         |   |          |          |          |          |          |          |
| Los Angeles Kings | NHL                       | 07/08  |    | 82        | 32        | 45        | 77        | -15       | 22        |   |          |          |          |          |          |          |
| Slovenija         | Svetovno prvenstvo A      | 08     |    | 5         | 3         | 1         | 4         | -1        | 2         |   |          |          |          |          |          |          |
| Los Angeles Kings | NHL                       | 08/09  |    | 82        | 27        | 39        | 66        | -17       | 32        |   |          |          |          |          |          |          |
| Los Angeles Kings | NHL                       | 09/10  |    | 82        | 34        | 47        | 81        | +6        | 16        |   | 6        | 2        | 3        | 5        | -1       | 2        |
| Los Angeles Kings | NHL                       | 10/11  |    | 75        | 25        | 48        | 73        | +25       | 20        |   |          |          |          |          |          |          |
| Los Angeles Kings | NHL                       | 11/12  |    | 82        | 25        | 51        | 76        | +12       | 20        |   | 20       | 8        | 12       | 20       | +16      | 9        |
| Mora IK           | Švedska 2. liga           | 12/13  |    | 30        | 10        | 24        | 34        | -2        | 14        |   |          |          |          |          |          |          |
| Los Angeles Kings | NHL                       | 12/13  |    | 47        | 10        | 32        | 42        | +14       | 16        |   | 18       | 3        | 6        | 9        | -2       | 12       |
| Los Angeles Kings | NHL                       | 13/14  |    | 82        | 29        | 41        | 70        | +34       | 24        |   | 26       | 5        | 21       | 26       | +9       | 14       |
| Slovenija         | Olimpijske igre           | 14     |    | 5         | 2         | 1         | 3         | +4        | 4         |   |          |          |          |          |          |          |
| Los Angeles Kings | NHL                       | 14/15  |    | 79        | 16        | 48        | 64        | -2        | 10        |   |          |          |          |          |          |          |
| Slovenija         | Svetovno prvenstvo A      | 15     |    | 7         | 1         | 3         | 4         | -2        | 0         |   |          |          |          |          |          |          |
| Los Angeles Kings | NHL                       | 15/16  |    | 81        | 25        | 49        | 74        | +34       | 16        |   | 5        | 2        | 2        | 4        | +2       | 2        |
| Skupaj            |                           |        |    | 989       | 391       | 586       | 977       | +106      | 338       |   | 111      | 34       | 56       | 90       | +30      | 51       |